# Талыстан
Талыстан (азерб. Talıstan) — село и муниципалитет в Исмаиллинском районе Азербайджана. К северу от Талыстана находится исторический памятник VII века — «Крепость Джаваншира». Крепость названа в честь князя Кавказской Албании из династии Михранидов Джаваншира.

## География
Расположено в предгорьях, в 3 км к северо-востоку от районного центра Исмаиллы, в 10 км от реки Гирдыманчай.

## Население
По данным «Кавказского календаря» на 1856 год в селе Талыстанъ проживали азербайджанцы обозначенные как татары-мухаммеданы говорящие по азербайджански, в источнике по татарски.
Тот же «Кавказский календарь» за 1915 год сообщает о татарском (азербайджанском) селе Талыстанъ Геокчайского уезда Бакинской губернии, численностью 335 человек.
На середину 1980-х годов численность населения Талыстана составляла 1531 человек. Жители занимались разведением зерновых, табаководством, животноводством. Функционировали цех по производству соков, животноводческий комплекс, средняя школа, дом культуры, библиотека, детский сад.

## В культуре
Талыстану посвящена одноимённая поэма азербайджанского советского поэта Самеда Вургуна.